# Frednowy
Frednowy  (Duits: Frödenau) is een dorp in de Poolse woiwodschap Ermland-Mazurië. De plaats maakt deel uit van de gemeente Iława en telde 607 inwoners in 2011. Het dorp is gesticht rond 1316-1326. 
De rooms-katholieke bakstenen kerk Voor de Heilige Drie-eenheid is in barokke stijl gebouwd in 1768. De kerktoren is later gebouwd, in 1928.

## Sport en recreatie
- Door deze plaats loopt de Europese wandelroute E11. De E11 loopt van Den Haag naar het oosten, op dit moment de grens Polen/Litouwen. Ter plaatse komt de route van westen vanuit Iława langs het Jeziorakmeer en vervolgt oostwaarts naar Wiewiórka.